# San Cosmo Albanese
San Cosmo Albanese község (comune) Olaszország Calabria régiójában, Cosenza megyében.

## Fekvése
A megye központi részén fekszik. Határai: Acri, Corigliano Calabro, San Demetrio Corone, San Giorgio Albanese és Vaccarizzo Albanese.

## Története
A települést a 16. században alapították Calabriában megtelepedő albánok, akiket a törökök űztek el országukból.

## Népessége
A népesség számának alakulása:

## Főbb látnivalói
- SS. Cosma e Damiano-templom